# 乔治·泰勒 (植物学家)
乔治·泰勒爵士（Sir George Taylor，1904年2月15日—1993年11月13日），是一位出身苏格兰的植物学家。他曾在1956年至1971年間任邱园园长。
他的植物採集工作始於1927年至1928年在南非和羅得西亞的探險，於1934年在大英博物館（自然歷史）工作期間，他成為該館前往東非魯文佐里山脈和其他山區探險的聯合領導人。他最感興趣的是於1938年加入自然歷史博物館前往西藏東南部和不丹的探險隊，使他在原生地採集到許多重要的園林植物，如杜鵑花，報春花，龍膽草和喜馬拉雅藍罌粟。